# Guerra Israele-Hamas
La guerra Israele-Hamas, a cui spesso ci si riferisce con il termine guerra di Gaza, è un conflitto armato iniziato in seguito all'attacco di Hamas contro Israele del 7 ottobre 2023. Dopo il ritiro di Hamas con gli ostaggi israeliani portati dentro la Striscia di Gaza, l'8 ottobre Israele ha dichiarato lo stato di guerra avendo come obiettivo ufficiale la loro liberazione, la cancellazione definitiva di Hamas e l'occupazione militare permanente della Striscia di Gaza, iniziando prolungati bombardamenti su tutto il territorio.
Il 27 ottobre 2023 è iniziata anche l'avanzata di terra dell’esercito israeliano nella Striscia, con violenti combattimenti nelle aree urbane densamente popolate, dove Hamas aveva le sue strutture.
Il conseguente coinvolgimento della popolazione civile palestinese nei bombardamenti e negli scontri, con un alto numero di sfollati, feriti e vittime, ha generato una crisi umanitaria destando l'allarme di numerose organizzazioni umanitarie e di alcuni governi, i quali hanno denunciato apertamente i metodi israeliani anche in sede ONU. Circa il 70% delle vittime del conflitto sono bambini o donne.
L'operato di Israele è descritto come genocidio ai danni della popolazione palestinese della Striscia di Gaza da due commissioni indipendenti delle Nazioni Unite, da numerose ONG per i diritti umani, tra cui Amnesty International e Human Right Watch, oltre che dalla Relatrice speciale delle Nazioni Unite sui territori palestinesi occupati Francesca Albanese e da numerosi Stati. Le accuse provengono anche da diversi storici esperti di genocidio e Olocausto, tra cui gli storici israeliani Raz Segal, Amos Goldberg e Omer Bartov. Segal, direttore del Master in Holocaust and Genocide Studies dell'Università di Stockton, ha definito le azioni di Israele "un caso di genocidio da manuale". Dal 2 marzo 2025 fino al 26 maggio 2025 Israele ha inoltre attuato un blocco totale degli aiuti umanitari internazionali destinati ai civili palestinesi, inclusi cibo, acqua e medicinali (sebbene restrizioni parziali fossero già state imposte sin dall'inizio della guerra). Nel maggio 2025, il presidente statunitense Donald Trump ha ammesso che molti palestinesi nella Striscia stanno morendo di fame. Nel luglio 2025, per la prima volta due ONG israeliane hanno accusato Israele di genocidio.
Il 21 novembre 2024, la Corte penale internazionale ha emesso mandati di arresto per il premier israeliano Benjamin Netanyahu e l'ex ministro della Difesa Yoav Gallant per aver diretto intenzionalmente attacchi contro la popolazione civile della Striscia di Gaza e aver utilizzato la fame come metodo di guerra, che si configurano come crimini di guerra e contro l'umanità. In una dichiarazione separata, è stato emesso un mandato d'arresto anche per Mohammed Deif, comandante supremo delle Brigate Ezzedin al-Qassam di Hamas, per presunti crimini di guerra e contro l'umanità commessi sul territorio dello Stato di Israele e dello Stato di Palestina almeno dal 7 ottobre 2023.

## Antefatti
Il 7 ottobre 2023 miliziani di Hamas, uscendo dalla Striscia di Gaza attaccarono di sorpresa il territorio di Israele uccidendo almeno 1194 persone fra civili israeliani e militari, e conclusa con il rapimento di circa 250 di questi, catturati e portati prigionieri in nascondigli entro la Striscia di Gaza al termine della giornata. Questa azione, a cui Hamas ha dato il nome di operazione alluvione Al-Aqsa (in arabo:عملية طوفان الأقصى‎,ʿamaliyyat ṭūfān al-ʾAqṣā), fu pianificata ed eseguita da Hamas, con il supporto di altri gruppi armati palestinesi, e motivata come "un atto difensivo nel quadro della liberazione dall'occupazione israeliana, della rivendicazione dei diritti palestinesi e sulla strada per la liberazione e l'indipendenza, come hanno fatto tutti i popoli del mondo sotto occupazione".
A questo attacco Israele ha risposto militarmente con l'esercito.
Il ministro della difesa israeliana Yoav Gallant ha dichiarato a una commissione della Knesset che la guerra sarà composta da tre fasi principali. Una prima fase che prevede attacchi aerei e una manovra di terra per "distruggere gli operatori e danneggiare le infrastrutture in modo da sconfiggere e distruggere Hamas", una seconda fase che "elimini le sacche di resistenza" e una terza che mira a creare "un nuovo regime di sicurezza" nella striscia di Gaza e nell'area circostante.
Il 9 ottobre 2023, Gallant ordina “un assedio completo” e il blocco totale delle forniture di cibo, elettricità e carburante a Gaza, affermando: “Stiamo combattendo animali umani e ci comporteremo di conseguenza.” Il giorno seguente informa le truppe dell’esercito israeliano di aver “tolto ogni freno” poiché si trovano a combattere contro “animali umani”. La Israel Electric Corporation, che fornisce l'80% dell'elettricità alla Striscia di Gaza, ha dunque interrotto l'erogazione di energia elettrica nell'area.
Il presidente israeliano Isaac Herzog ha affermato che il Paese stava affrontando "un momento molto difficile" e ha offerto forza e incoraggiamento all'IDF, alle altre forze di sicurezza, ai servizi di soccorso e ai residenti che erano sotto attacco.

## Cronologia

### 7 ottobre 2023
In seguito a una riunione di emergenza del gabinetto di sicurezza, il premier israeliano Benjamin Netanyahu dichiara che Israele si trova in stato di guerra e ordina la mobilitazione di migliaia di riservisti. L'esercito israeliano è intervenuto nell'area invasa dalle milizie palestinesi per cercare di riprenderne il controllo, e duri combattimenti si sono svolti casa per casa nei kibbutz israeliani. L'esercito israeliano ha riconquistato le località attaccate ed occupate dai guerriglieri palestinesi solo il 9 ottobre 2023.

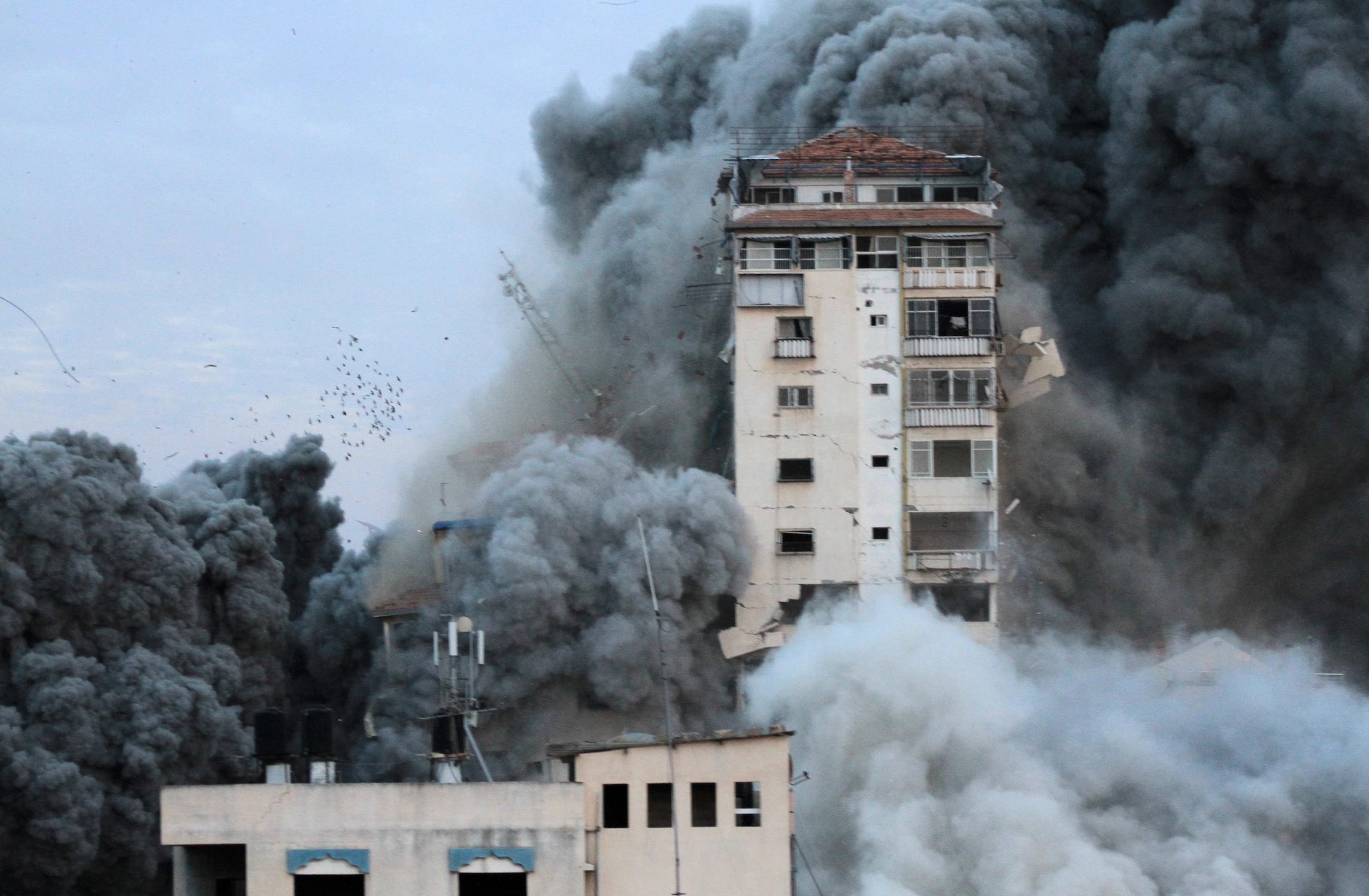
Distruzione della "Torre di Palestina" a Gaza in un attacco aereo israeliano.

L'IDF ha colpito obiettivi strategici a Gaza: 17 basi militari di Hamas e quattro centri di comando operativo, utilizzando aerei da combattimento. Tra i luoghi colpiti la "Torre di Palestina", un edificio di 11 piani nel centro di Gaza, che ospitava le stazioni radio di Hamas. Israele ha anche colpito due ospedali, uccidendo un autista di ambulanza e un'infermiera.

### 8 ottobre 2023
Già nella mattinata dell'8 ottobre Israele ha bombardato 426 obiettivi nella Striscia di Gaza, tra cui complessi residenziali nella città di Beit Hanun, tunnel sotterranei, moschee, tra cui la moschea Al-Amin Muhammad, case di funzionari di Hamas e hub di provider Internet nella "Torre Watan".
Dopo oltre 18 ore dall'inizio dell'offensiva palestinese, l'IDF annuncia la liberazione di ostaggi trattenuti a Be'eri, mentre a Ofakim, due israeliani sono stati salvati a seguito di uno scontro a fuoco, nella quale muoiono quattro militanti di Hamas mentre 3 soldati israeliani sono stati feriti.
Hamas nella mattinata, colpisce un ospedale ad Ascalona con un razzo, vengono lanciati anche più di 100 razzi contro Sderot. Il FDLP ha dichiarato di essere impegnato in scontri a fuoco con le forze israeliane a Kfar Aza, Be'eri e Kissufim.
L'IDF riesce anche a ricatturare la stazione di polizia di Sderot, uccidendo più di 10 combattenti di Hamas. L'IDF riesce quindi a riconquistare 22 località, mentre scontri continuano in altre otto, tra cui Sderot e Kfar Aza. Più di 70 combattenti di Hamas, arrivano come rinforzo a Magen.

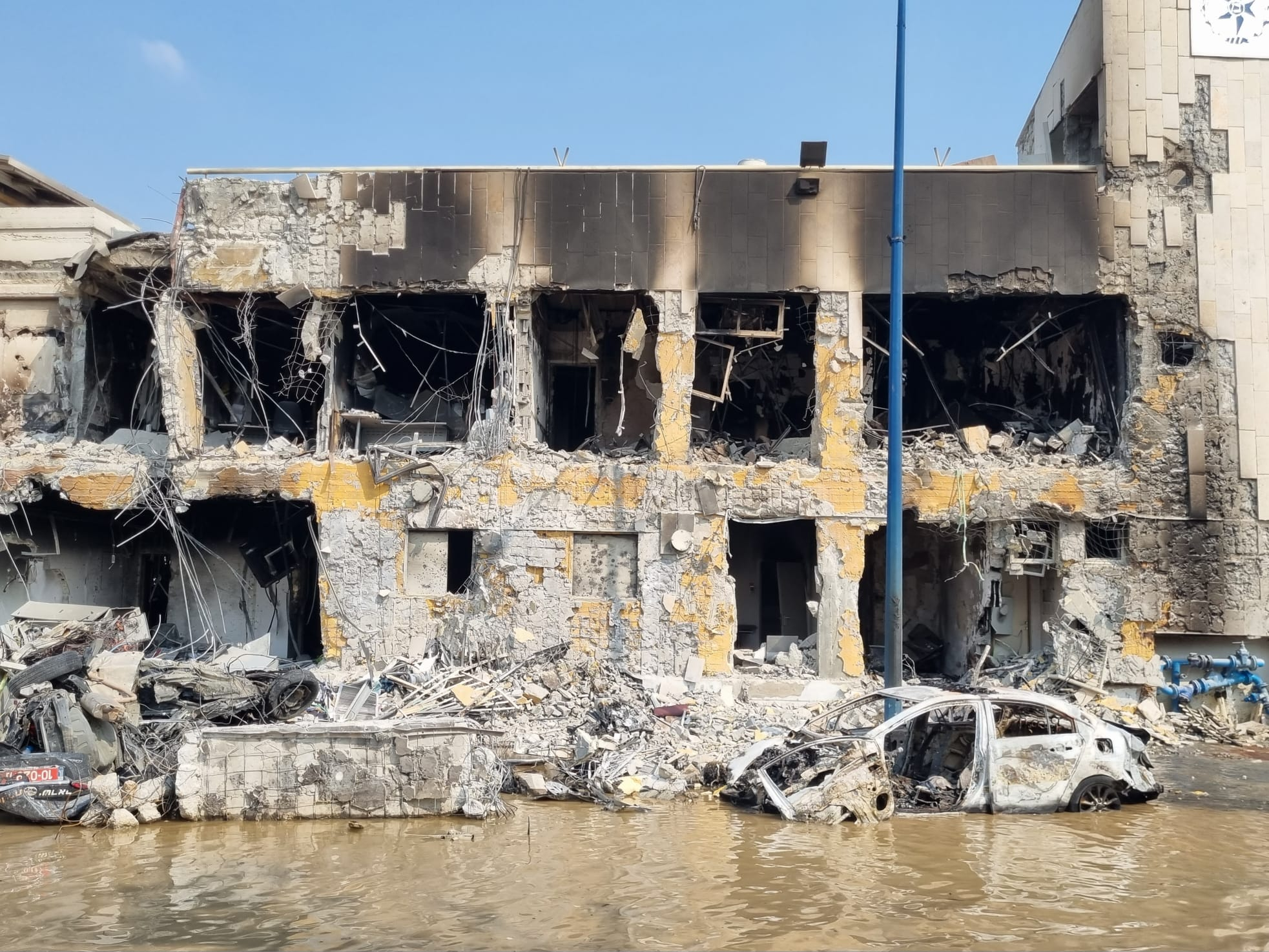
Resti della stazione di polizia di Sderot, dopo la riconquista da parte dell'IDF.

Nella serata il governo israeliano invoca "articolo 40 Aleph", dichiarando formalmente guerra contro Hamas, per la prima volta dopo la guerra dello Yom Kippur.
L'ex generale di brigata Gal Hirsch viene nominato responsabile del recupero dei cittadini scomparsi e rapiti. Mentre, l'IDF impone un blocco sulla Cisgiordania.

### Dal 9 ottobre alla prima tregua del 24 novembre 2023
I combattimenti sul territorio Israeliano sono proseguiti fino al tardo pomeriggio del 9 ottobre 2023, quando l'esercito israeliano ha riconquistato tutte le località attaccate e precedentemente occupate dai guerriglieri palestinesi.
L'esercito israeliano ha quindi spostato le sue truppe meccanizzate e corazzate sul confine della striscia di Gaza, iniziando l'assedio del territorio palestinese ed il blocco totale delle forniture di elettricità, carburante, cibo e acqua. Parallelamente unità speciali hanno continuato i rastrellamenti e i controlli nel territorio Israeliano, alla ricerca di incursori di Hamas.
A partire dal 10 ottobre 2023 la battaglia si è spostata sul territorio della Striscia di Gaza con continui bombardamenti da parte di aviazione ed esercito israeliani che cercano di colpire gli obiettivi militari di Hamas, situati dentro una zona densamente abitata da civili.
Nella serata del 12 ottobre 2023 l'IDF dirama un avviso di evacuazione per circa 1,1 milioni di residenti del nord della striscia di Gaza, lasciando loro 24 ore per raggiungere il sud, dopodiché l'intera area sarebbe divenuta zona di guerra. Nelle stesse ore Hamas invitava i residenti a restare a casa, asserendo che l'avviso israeliano fosse solo propaganda, mentre l'ONU richiedeva la revoca dell'avviso per l'oggettiva impossibilità di compiere un'evacuazione di tali proporzioni in così poco tempo senza incorrere in un disastro umanitario.
Durante questa fase l'esercito israeliano ha condotto diverse incursioni notturne all'interno della striscia di Gaza alla ricerca di informazioni e per segnalare all'aviazione i luoghi da bombardare. Il 17 ottobre il nord della Striscia viene raggiunto da pesanti bombardamenti israeliani dove trova la morte Ayman Nofal, uno dei leader di alto rango di Hamas.
Il 26 ottobre 2023 sono iniziate le operazioni di invasione di terra della Striscia di Gaza, puntando ad isolare la città di Gaza dalla parte meridionale del territorio. Il 30 ottobre 2023 le forze israeliane avevano già preso il controllo delle arterie stradali centrali, tagliando in due la Striscia e procedendo a una difficile avanzata nelle periferie di Gaza. Obiettivo dell'esercito israeliano sono le strutture di comando di Hamas, situate nel sottosuolo di Gaza e circondate da vaste zone abitate da civili in una commistione unica di edifici civili e militari.
L'8 novembre 2023 Hamas perde il controllo di territori a nord di Gaza, mentre il 14 e il 15 le forze di Israele avanzano da sud conquistando una presunta roccaforte delle brigate di Hamas realizzata all'interno dell'ospedale Al-Shifa dopo aspri combattimenti. Hamas e il personale sanitario negano di aver usato l'ospedale a scopi militari e le prove fornite da Israele sono state messe in dubbio da BBC e The Guardian. Fonti dell'ONU hanno poi riportato la scoperta di due fosse comuni nei pressi dell'ospedale da cui sono stati rinvenuti 30 cadaveri palestinesi, alcuni dei quali con le mani legate. Il 16 viene annunciata dall'IDF la conquista anche delle periferie occidentali della città di Gaza comprendenti tutta la fascia litoranea.
Il 24 novembre 2023 viene concordata tra Israele e Hamas una tregua di quattro giorni per consentire l'ingresso di aiuti umanitari nonché lo scambio di 50 ostaggi rapiti da Hamas con 150 tra donne e minori detenuti da Israele.

### Ripresa delle ostilità (1º dicembre 2023)
Dopo due proroghe della tregua, la mattina del 1º dicembre 2023 entrambe le parti dichiarano la ripresa delle ostilità. Hamas avvia una serie di lanci di missili verso i territori israeliani che si protrarranno anche nei giorni seguenti, senza sortire però effetti significativi. L'IDF invece riprende i raid aerei e l'avanzata di terra, penetrando anche nella parte sud della Striscia, dopo aver ordinato ai residenti e agli sfollati nuove evacuazioni, avvisandoli tramite volantini con codice QR che mostra una mappa delle zone sicure.
Le forze israeliane avanzano a fondo nella parte meridionale della Striscia tramite assalti combinati meccanizzati e di aviazione, incontrando resistenza ma giungendo comunque il 10 dicembre 2023 coi carri armati nel centro della città di Khan Yunis, che ospitava già numerosi sfollati del nord, mentre a Gaza l'IDF prosegue la difficile guerra urbana avanzando lentamente verso il centro città. Il 15 dicembre 2023 l'IDF lancia un primo imponente attacco sulla città Rafah presso il confine con l'Egitto. Il 17 viene scoperto dall'IDF uno dei più grandi tunnel sotterranei di Hamas lungo 2,5 km, profondo fino a 50m e largo abbastanza da permettere lo spostamento di uomini e veicoli, mentre altri tunnel erano stati sigillati o allagati nei giorni precedenti. Il 21 dicembre 2023 l'esercito israeliano annuncia di aver completato la conquista dei quartieri governativi nel centro di Gaza e di stare procedendo alla distruzione di bunker, tunnel ed edifici di Hamas.
Il primo di gennaio 2024 il portavoce dell'IDF ha annunciato una riduzione dei riservisti impiegati nel nord della Striscia di Gaza, facendo riferimento a necessità economiche (Israele sta impiegando nel conflitto una frazione notevole della propria forza lavoro, pari al 10-15%). L'esercito ha precisato tuttavia che non si tratta di un ritiro ma dell'inizio di una nuova fase della guerra che durerà almeno sei mesi e sarà caratterizzata da azioni di rastrellamento nelle aree occupate per identificare e catturare tutti i miliziani appartenenti ad Hamas e altri gruppi armati.
Il giorno seguente un raid israeliano colpisce un edificio in Libano, nella periferia di Beirut, dove si erano rifugiati alcuni capi di Hamas tra cui l'importante leader Saleh al-Arouri la cui morte è stata subito confermata. Lo stesso giorno l'IDF ha annunciato di aver occupato dopo strenui combattimenti anche i quartieri a est di Gaza, conducendo parallelamente una nuova offensiva per espugnare i tunnel di Hamas anche nel sud della Striscia presso la città di Khan Yunis.
Il 25 marzo 2024 il Consiglio di Sicurezza dell'ONU ha approvato una risoluzione per un cessate il fuoco nella striscia di Gaza, la liberazione immediata di tutti gli ostaggi tenuti da Hamas nella Striscia di Gaza e invita Israele a fare di più per facilitare l'ingresso di aiuti umanitari nel territorio. Il successivo 24 maggio 2024, la Corte internazionale di giustizia ha ordinato a Israele di fermare immediatamente l'offensiva a Rafah e ad Hamas di procedere al rilascio immediato ed incondizionato degli ostaggi.
La questione che più ha complicato i negoziati per il rilascio degli ostaggi, è il fatto che Hamas chiede la fine totale della guerra e il ritiro completo dell'esercito israeliano dalla Striscia di Gaza, mentre Israele ha proposto qualche settimana di tregua in cambio del rilascio degli ostaggi per poi proseguire la guerra, cosa che Hamas non accetta. In particolare, il premier israeliano Benjamin Netanyahu ha più volte affermato che non ci sarà alcun cessate il fuoco permanente finché Hamas non sarà completamente distrutto.
Il 5 novembre 2024, il ministro della difesa israeliano Yoav Gallant viene licenziato a causa di numerosi disaccordi con il premier Netanyahu. In particolare, Gallant sosteneva che Israele avrebbe dovuto accettare un accordo per la liberazione degli ostaggi anche a costo di lasciare Hamas nella Striscia di Gaza; che anche gli ortodossi avrebbero dovuto prestare servizio nell'IDF e difendere Israele, e che c'era la necessità di un'indagine governativa sul 7 ottobre 2023. Al suo posto è stato nominato Israel Katz.

## Al di fuori della striscia di Gaza
Israele
     Alture del Golan (occupate da Israele)
     Libano (area con presenza di Hezbollah)
     Siria (escluse le Alture del Golan)

Mappa della situazione al confine settentrionale
Israele
Alture del Golan (occupate da Israele)
Libano (area con presenza di Hezbollah)
Siria (escluse le Alture del Golan)

La mattina dell'8 ottobre 2023, Hezbollah ha lanciato razzi e proiettili contro la regione delle Fattorie di Shebaa, territorio al confine tra Libano e Siria occupato da Israele. In risposta l'IDF ha sparato proiettili di artiglieria e un drone nel sud del Libano. Secondo quanto riferito, due bambini libanesi sono rimasti feriti da vetri rotti.
Il 9 ottobre 2023, l'IDF ha affermato di aver ucciso diversi infiltrati provenienti dal Libano e di aver sparato con l'artiglieria oltre il confine. Hezbollah ha negato il coinvolgimento nell'incidente. La milizia palestinese della Jihad islamica ha successivamente rivendicato la responsabilità dell'infiltrazione armata. Più tardi nel corso della giornata, sono ricominciati i combattimenti tra Hezbollah e le truppe israeliane, provocando la morte di tre uomini armati di Hezbollah. Tre soldati dell'IDF, compreso un alto ufficiale, sono stati uccisi, mentre il comando del fronte interno dell'IDF ha ordinato ai residenti di 28 città nel nord di Israele di cercare rifugio nei rifugi antiaerei. Sono stati segnalati anche bombardamenti di artiglieria da parte di militanti con sede in Siria. Il 10 ottobre 2023 la polizia israeliana ha ucciso due palestinesi accusati di aver lanciato loro pietre a Gerusalemme Est. Lo stesso giorno, sono scoppiati di nuovo scontri al confine tra Israele e Libano dopo che Hezbollah ha lanciato un missile guidato anticarro contro un veicolo militare israeliano nell'area di Avivim, provocando un attacco di rappresaglia con un elicottero israeliano. Gli scontri sono scoppiati nuovamente nella zona l'11 ottobre 2023.

### Allargamento del conflitto in Yemen e sul Mar Rosso
Il 31 ottobre 2023 la fazione Huthi dello Yemen entra nel conflitto rivendicando un massiccio attacco missilistico e con droni verso il porto israeliano di Eilat, annunciando nuovi attacchi finché Israele non cesserà le operazioni militari in Palestina. Il bombardamento tuttavia viene neutralizzato dai sistemi di difesa aerea israeliani e non produce conseguenze.
Questo attacco segue in realtà altri due timidi tentativi di colpire il territorio israeliano già verificatisi il 19 e il 27 ottobre 2023, tramite missili e droni partiti dal territorio yemenita ma abbattuti dalla marina statunitense nel Mar Rosso e dalle difese israeliane sopra l’Egitto.
Il mese di novembre si ripetono lanci sporadici di missili e droni verso Israele, mentre il 19 novembre 2023 un commando di Huthi aviotrasportati assalta una grande nave mercantile in navigazione nel mar Rosso perché legata a un uomo d'affari israeliano. La nave, appartenente a una società britannica, non ha però a bordo alcun israeliano. Nave ed equipaggio sono stati sequestrati e condotti in Yemen. Lo stesso giorno una nave da guerra statunitense abbatte tre missili lanciati dallo Yemen verso il territorio di Israele.
Il 10 dicembre due droni yemeniti ostili vengono abbattuti dalla fregata francese Languedoc schierata a difesa delle rotte navali nel Mar Rosso prima che riescano a colpire la nave.
Il 12 dicembre 2023 un missile lanciato dallo Yemen colpisce una petroliera norvegese nello stretto di Bab el-Mandeb scatenando un incendio a bordo. Gli Huthi hanno rivendicato di aver colpito una nave carica di petrolio per Israele, ma in realtà il natante era diretto in Italia e trasportava materie prime per biocarburanti. Lo stesso giorno un drone yemenita viene abbattuto dalla fregata francese Languedoc arrivata a difesa della petroliera per neutralizzare ulteriori attacchi.
Tra il 15 e il 16 dicembre 2023 gli Huthi lanciano una serie di attacchi con droni diretti sia a Israele che a obbiettivi navali nel mar Rosso, uno dei quali abbattuto dalla Royal Navy britannica. Grant Shapps, segretario alla Difesa del Regno Unito, ha commentato gli eventi in rapida evoluzione come "una minaccia diretta al commercio internazionale e alla sicurezza marittima". Inoltre numerose compagnie di trasporti marittimi tra cui Maersk, CMA CGM, Hapag-Lloyd e Mediterranean Shipping Company hanno sospeso i traffici nel Mar Rosso e attraverso il Canale di Suez fino al ristabilirsi della sicurezza, con prevedibili ripercussioni negative sull'economia dei paesi mediterranei.
Il 19 dicembre 2023 gli Huthi minacciano di compiere nuovi attacchi marittimi ogni 12 ore nel caso in cui Israele non cessi ogni ostilità verso Hamas. Tale minaccia di intensificazione degli sforzi arriva dopo l'annuncio dell'operazione Prosperity Guardian, sostenuta da una coalizione di nazioni tra cui l'Italia per contrastare le aggressioni yemenite. Nei giorni successivi sono stati bersagliati diversi natanti in transito, ed il 26 dicembre è stata presa di mira una nave cargo di MSC nonché eseguiti nuovi lanci verso Israele. Questi attacchi però sono stati neutralizzati o hanno mancato l'obiettivo senza provocare danni.
Il 29 dicembre 2023 Hezbollah include l'Italia e altre nazioni partecipanti all'operazione Prosperity Guardian nella "coalizione del male". La fregata italiana Virginio Fasan è stata mobilitata nel Mar Rosso proprio per contrastare le attività militari Huthi.

### Escalation israeliana contro l'Iran (2024-2025)
Il 1º aprile 2024 un attacco aereo israeliano nel quartiere Mezzeh di Damasco, in Siria, ha distrutto una palazzina adiacente il consolato iraniano uccidendo 16 persone tra cui il comandante senior Mohammad Reza Zahedi della Forza Quds. Per ritorsione l'Iran nella notte tra il 13 e il 14 aprile ha lanciato per la prima volta un attacco aereo diretto sul suolo israeliano, causando alcuni danni e feriti. In risposta a ciò Israele ha bombardato il 19 aprile 2024 la base iraniana di Esfahan.
Il 31 luglio 2024 il leader politico di Hamas, Ismail Haniyeh, viene ucciso mentre si trovava a Teheran per partecipare alla cerimonia d'insediamento del nuovo presidente eletto Masoud Pezeshkian. Inoltre, il 27 settembre 2024 Israele ha bombardato con circa 80 missili un bunker nella periferia di Beirut al cui interno era presente Hassan Nasrallah con i vertici di Hezbollah insieme ad altri comandanti militari tra cui il generale della Forza Quds in Libano, Abbas Nilforooshan. A seguito di queste morti, il 1° ottobre 2024 l'Iran ha risposto lanciando circa 200 missili balistici sul territorio israeliano, che avrebbe causato la morte di un palestinese a Gerico, quattro feriti e danni in alcune basi militari. Il 26 ottobre successivo, Israele effettua un nuovo attacco aereo contro l'Iran, che non reagì.
Intorno alle 2 del mattino del 13 giugno 2025 Israele ha sferrato direttamente e a sorpresa un attacco nel territorio iraniano, bombardando siti nucleari, militari, depositi di carburante e giacimenti di gas ed edifici residenziali, uccidendo diversi militari, scienziati e civili iraniani mentre stavano dormendo. Verso la sera del 13 giugno l'Iran risponde mandando oltre 100 missili balistici, riuscendo a colpire Tel Aviv e Gerusalemme. La motivazione dell'inizio dei bombardamenti israeliani sarebbe la forte convinzione da parte di Israele di uno sviluppo di arma atomica nel territorio iraniano, cosa negata sia dall'Iran che dall'AIEA, dando il via ad alla guerra Iran-Israele che è durata 12 giorni.

## Crimini di guerra

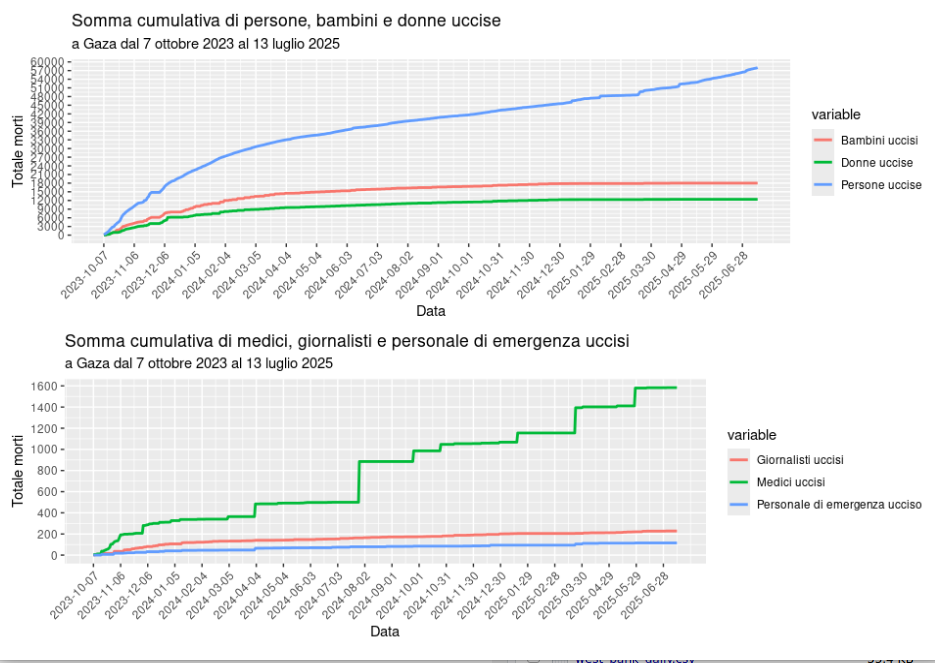
Fonte:[https://data.techforpalestine.org/ Tech For Palestine

Il 10 ottobre 2023 la Corte penale internazionale dell'AIA ha dichiarato che il suo mandato del 2014 di indagare sui presunti crimini di guerra commessi nello Stato di Palestina include anche questo conflitto.
Il procuratore della CPI Karim Ahmad Khan ha visitato il valico di Rafah e ha detto che «la CPI sta esaminando in modo indipendente la situazione in Palestina», compresi «gli eventi in Israele e le accuse secondo cui anche cittadini palestinesi hanno commesso crimini», mentre il Consiglio per i diritti umani delle Nazioni Unite ha affermato di avere "prove evidenti" di crimini di guerra da entrambe le parti del conflitto. La Missione permanente di accertamento dei fatti delle Nazioni Unite sul conflitto Israele-Palestina ha affermato che «ci sono prove evidenti che potrebbero essere stati commessi crimini di guerra nell'ultima esplosione di violenza in Israele e a Gaza, e che tutti coloro che hanno violato il diritto internazionale e preso di mira i civili deve essere ritenuto responsabile».
In una valutazione legale preliminare del 12 ottobre 2023 che condannava gli attacchi di Hamas in Israele, lo studioso di diritto internazionale umanitario e preside della Cornell Law School Jens David Ohlin ha affermato che le prove suggerivano che "uccisioni e rapimenti" di Hamas violavano potenzialmente gli articoli 6-8 dello Statuto di Roma così come le leggi Convenzione sul genocidio e sono stati "crimini contro l'umanità".
L'ordine israeliano di imporre un "assedio completo" a Gaza in cui sarebbero stati negati cibo, carburante e acqua è stato criticato come un palese crimine di guerra dalle organizzazioni per i diritti umani, e da Tom Dannenbaum, direttore del Centro per International Law & Governance presso la Fletcher School della Tufts University. Oxfam ha rilasciato una dichiarazione in cui accusava Israele di usare la fame come arma di guerra, affermando che «il diritto internazionale umanitario (DIU) proibisce severamente l'uso della fame come metodo di guerra e poiché la potenza occupante di Gaza, Israele è vincolata da Obblighi del DIU di provvedere ai bisogni e alla protezione della popolazione di Gaza».
Esperti indipendenti delle Nazioni Unite hanno condannato le azioni delle Forze di Difesa Israeliane a Gaza, affermando che Israele ha fatto ricorso ad "attacchi militari indiscriminati" e "punizioni collettive". Le autorità israeliane hanno affermato che gli attacchi aerei hanno lo scopo di degradare le infrastrutture militari che sono spesso costruite in prossimità di aree residenziali e stabilimenti civili. Hanno denunciato anche "l'uccisione deliberata e diffusa e la presa di ostaggi di civili innocenti" da parte di Hamas, definendoli "atroci violazioni del diritto internazionale e crimini internazionali". Anche l'evacuazione forzata del nord di Gaza da parte di Israele ha suscitato la condanna internazionale. Il 13 ottobre Paula Gaviria Betancur, relatrice speciale delle Nazioni Unite sui diritti umani degli sfollati interni, ha definito il gesto un "crimine contro l'umanità". Il 14 ottobre 2023, Francesca Albanese, relatrice speciale delle Nazioni Unite sui territori palestinesi occupati, l'ha definita una "ripetizione della Nakba del 1948", sottolineando l'aperta difesa da parte dei funzionari pubblici israeliani di un'altra Nakba.
Il 29 dicembre 2023 il governo del Sudafrica ha formalmente accusato Israele presso le Nazioni Unite di genocidio del popolo palestinese, richiedendo alla Corte internazionale di giustizia un intervento immediato per fermare "la distruzione di una parte sostanziale del gruppo nazionale, razziale ed etnico palestinese" in violazione della convenzione sul genocidio. Il ministero degli Esteri israeliano ha immediatamente accusato il Sudafrica di collaborare con i terroristi, replicando che l'IDF ha messo in atto ogni ragionevole sforzo per limitare le morti di civili durante l'azione militare contro il gruppo di Hamas e gli altri gruppi armati. In seguito, il 2 di gennaio del 2024, i media israeliani riportano la decisione del governo israeliano di non opporsi al procedimento e di presentarsi di fronte alla Corte internazionale di giustizia, così da confutare "questa assurda accusa che equivale a una diffamazione di sangue". Il 26 gennaio 2024 la Corte internazionale di Giustizia ritiene plausibile l'accusa di Genocidio nei confronti di Israele e impone delle misure temporanee vincolanti:
Nel maggio 2024, il procuratore capo della CPI Karim Khan ha chiesto un mandato di arresto per il Primo ministro israeliano Benjamin Netanyahu e il Ministro della difesa Yoav Gallant, accusandoli di sterminio, utilizzo della fame come metodo di guerra, negazione di aiuti umanitari e stragi contro i civili, azioni che costituiscono crimini di guerra e crimini contro l'umanità. I mandati di arresto contro Netanyahu e Gallant (nel frattempo non più ministro) sono stati poi effettivamente emessi il 21 novembre 2024.
A giugno 2024, Jeremy Laurence, portavoce dell'ufficio per i diritti umani delle Nazioni Unite, ha dichiarato: "Centinaia di palestinesi, molti dei quali civili, sarebbero stati uccisi e feriti. Inoltre, tenendo ostaggi in aree così densamente popolate, i gruppi armati stanno mettendo a ulteriore rischio la vita dei civili palestinesi, così come quella degli ostaggi stessi, a causa delle ostilità. Tutte queste azioni, da entrambe le parti, possono equivalere a crimini di guerra.
In ottobre 2024, Agnes Callamard, procuratore della Corte Internazionale di Giustizia, ha dichiarato che “I crimini commessi da Hamas e da altri gruppi armati palestinesi, che il procuratore della Corte penale internazionale sta indagando come crimini contro l’umanità, sono stati orribili e privi di qualsiasi giustificazione.”

## Crisi umanitaria nella striscia di Gaza

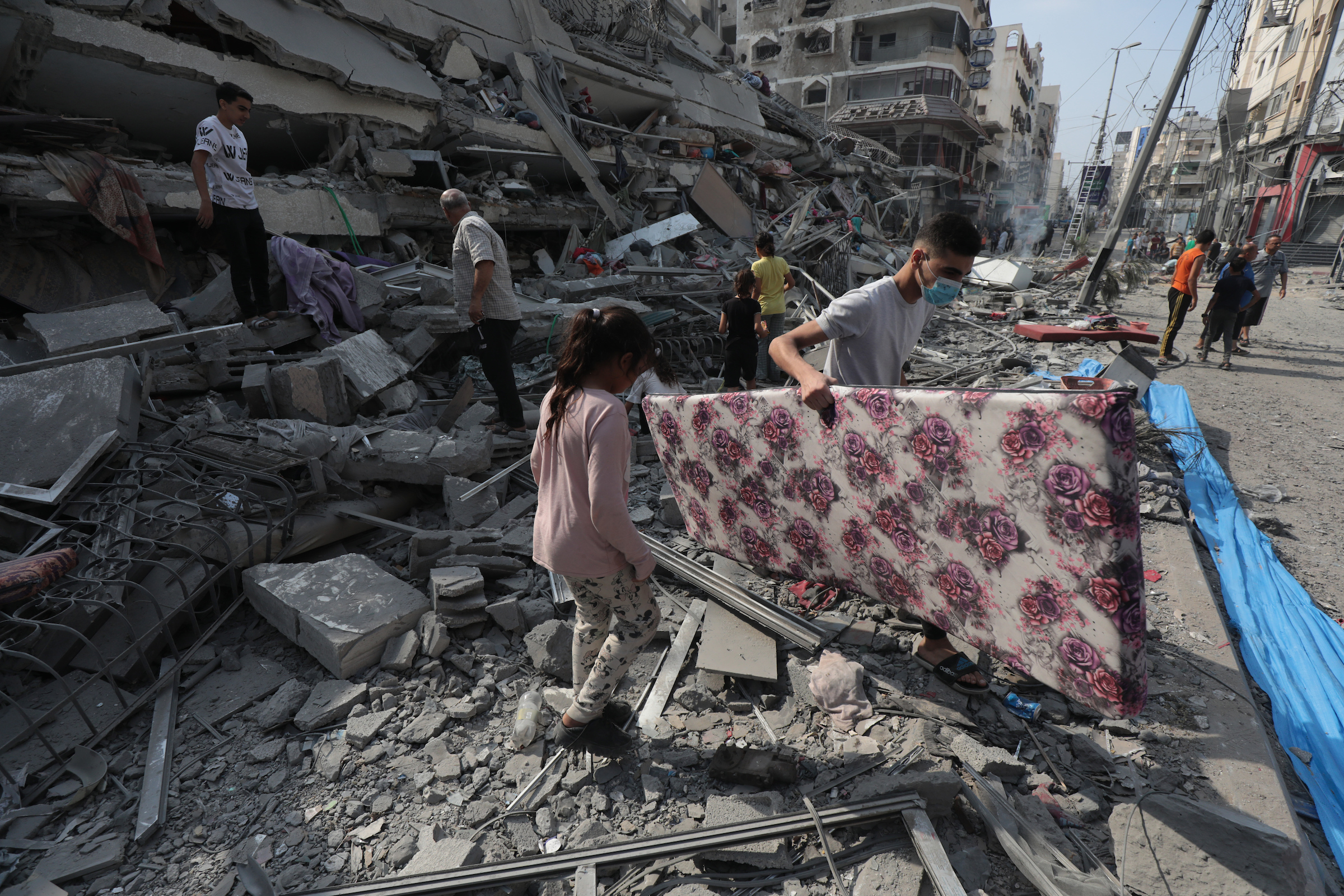
Residenti ispezionano le rovine di un appartamento distrutto dagli attacchi aerei israeliani

La situazione umanitaria a Gaza è stata definita una "crisi" e una "catastrofe". Come risultato dell'assedio di Israele, Gaza deve affrontare carenza di carburante, cibo, farmaci, acqua e forniture mediche. L'assedio ha provocato un calo del 90% nella disponibilità di elettricità, influenzando le forniture elettriche ospedaliere, gli impianti di depurazione e la chiusura degli impianti di desalinizzazione che forniscono acqua potabile. Il 13 ottobre, il commissario dell'UNRWA Philippe Lazzarini ha dichiarato che «La portata e la velocità dello sviluppo della crisi umanitaria sono agghiaccianti».
Il maggiore generale israeliano (in pensione) Giora Eiland ha paragonato il conflitto alla situazione dopo Pearl Harbor. Sostenendo che Israele «non aveva altra scelta» se non quella di rendere Gaza un luogo «in cui è temporaneamente o permanentemente è impossibile vivere». Ha dichiarato che le scuole dell'UNRWA e l'ospedale Al-Shifa sarebbero stati bombardati e che sarebbe stata mantenuta una «grave crisi umanitaria» fino a quando le nazioni arabe non fossero intervenute per la rimozione di Hamas. Eiland ha affermato che questo non era "un programma di vendetta", ma un modo per riavere indietro gli ostaggi.
Il 16 ottobre 2023, i medici hanno avvertito della presenza focolai di malattie dovute al sovraffollamento degli ospedali e ai corpi insepolti. Il 18 ottobre, la rappresentante delle Nazioni Unite degli Stati Uniti, Linda Thomas-Greenfield, ha posto il veto a una risoluzione del Consiglio di sicurezza delle Nazioni Unite che sollecitava aiuti umanitari a Gaza. L'Organizzazione mondiale della sanità ha dichiarato che la situazione «sta andando fuori controllo».
Il 21 ottobre, una dichiarazione congiunta di UNICEF, OMS, UNDP, UNFPA e PAM affermava che «il mondo deve fare di più» per Gaza. Il 26 ottobre, l'Organizzazione mondiale ha dichiarato che la crisi umanitaria e sanitaria di Gaza aveva «raggiunto proporzioni catastrofiche».

## Negoziati e diplomazia

### Cessate il fuoco
Il 24 ottobre 2023, il presidente degli Stati Uniti Joe Biden ha dichiarato: «Dovremmo liberare quegli ostaggi e poi potremo parlare». Il 25 ottobre, anche il primo ministro britannico Rishi Sunak ha respinto la richiesta di cessate il fuoco. Anche il leader del partito laburista britannico, Keir Starmer, si è opposto al cessate il fuoco. Il 27 ottobre l'Assemblea generale delle Nazioni Unite ha votato una risoluzione che chiede una tregua immediata. Ha ottenuto 121 voti favorevoli e 44 astenuti.
Il 20 ottobre 2023, il presidente turco Recep Tayyip Erdoğan ha chiesto un cessate il fuoco, affermando che l'attacco israeliano a Gaza costituisce un genocidio. Il 21 ottobre 2023, il presidente egiziano Abdel Fattah al-Sisi ha presentato un piano per un cessate il fuoco. Il 26 ottobre, i ministri degli esteri di nove Paesi arabi (Emirati Arabi Uniti, Giordania, Bahrein, Arabia Saudita, Oman, Qatar, Kuwait, Egitto e Marocco) hanno firmato una dichiarazione congiunta chiedendo un cessate il fuoco immediato. Il 21 ottobre e durante una successiva riunione del Consiglio di sicurezza delle Nazioni Unite il 24 ottobre 2023, il segretario generale delle Nazioni Unite António Guterres ha chiesto un cessate il fuoco. L'ambasciatore russo all'ONU Vassily Nebenzia ha dichiarato: "il mondo intero" si aspetta che l'ONU chieda un cessate il fuoco. Il 29 ottobre 2023 papa Francesco ha chiesto il cessate il fuoco e la liberazione degli ostaggi. Il 10 novembre 2023, 1 000 dipendenti dell'USAID hanno firmato una lettera aperta chiedendo un cessate il fuoco immediato.
Il 2 novembre 2023, l'attuale presidente di Hamas Isma'il Haniyeh ha dichiarato che se Israele accettasse un cessate il fuoco e l'apertura di corridoi umanitari per portare più aiuti a Gaza, Hamas sarebbe «pronto per negoziati politici per una soluzione a due Stati con Gerusalemme come capitale» della Palestina. Il 3 novembre 2023, Benjamin Netanyahu ha dichiarato che Israele non avrebbe accettato un cessate il fuoco temporaneo a meno che Hamas non avesse rilasciato tutti gli ostaggi. Sia Israele che Hamas hanno respinto le richieste di cessate il fuoco.

### Trattative sugli ostaggi
Il 9 ottobre 2023, Reuters ha riferito che il Qatar stava mediando i colloqui tra Israele e Hamas per garantire il rilascio delle donne israeliane in ostaggio in cambio del rilascio da parte di Israele di 36 donne e bambini palestinesi. Israele ha pubblicamente negato che tali negoziati fossero in corso. Press riferisce che Israele ha cercato l'assistenza egiziana per garantire la sicurezza degli ostaggi tenuti da militanti palestinesi e che il capo dell'intelligence egiziana ha contattato Hamas e la Jihad islamica per chiedere informazioni. Secondo quanto riferito, funzionari egiziani stavano mediando il rilascio delle donne palestinesi nelle carceri israeliane in cambio di donne israeliane catturate dai militanti palestinesi. L'Egitto e il Qatar stanno entrambi cercando di mediare i colloqui; secondo il Wall Street Journal, l'ala militare di Hamas comunica principalmente con l'Egitto.
Secondo The Guardian, una prima offerta prevedeva il rilascio di "bambini, donne, anziani e malati" tenuti in ostaggio in cambio di un cessate il fuoco di 5 giorni, e Netanyahu «ha rifiutato completamente l'accordo». Offerte più recenti, dopo l'offensiva di terra del 27 ottobre 2023, prevedevano il rilascio di 10-15 ostaggi in cambio di un cessate il fuoco di 1-3 giorni. Secondo il Guardian, Netanyahu, i ministri di destra e i "falchi nell'esercito" hanno preso una posizione dura nei colloqui, a differenza del Mossad, che guida i negoziati sugli ostaggi.

## Leader militari e politici uccisi
Nel corso del conflitto molti sono stati i soggetti con alti incarichi politici e militari palestinesi uccisi da Israele:

### Hamas
- Abd al-Fattah Al-Zarii – viceministro dell'Economia, 4 agosto 2024[178]
- Abdel-Latif al-Qanoua – portavoce, 27 marzo 2025[179]
- Adel Masmah – comandante locale dell'unità d'élite Nukhba, dicembre 2023[180]
- Ahmed Ghandour – comandante della Brigata Nord, 14 novembre 2023
- Ali Qadi – comandante dell’unità d’élite Nukhba, 13 ottobre 2023[181]
- Amar Abu Jalalah – comandante delle forze navali, 23 novembre 2023[182]
- Ayman Nofal – comandante della Brigata Centrale, 17 ottobre 2023
- Azzam al-Aqraa Abu Ammar – braccio destro di Saleh al-Arouri, 2 gennaio 2024[183][184]
- Essam al-Dalis – capo del comitato amministrativo governativo della Striscia di Gaza, 18 marzo 2025[185]
- Faiq Mabhuoch – direttore generale della centrale operazioni del Ministero dell'Interno e della Sicurezza Nazionale nella Striscia di Gaza, 18 marzo 2024[186]
- Fateh Sherif Abu el-Amin – capo di Hamas in Libano, 29 settembre 2024
- Ghazi Abu Tama'a – capo della sezione armi e servizi di combattimento, 10 marzo 2024[187]
- Hussam Shahwan – vicecapo della polizia, 2 gennaio 2025[188]
- Ismail Barhoum – membro dell'ufficio politico, 23 marzo 2025[189]
- Isma'il Haniyeh – Presidente dell'Ufficio politico dal 2017 ed ex Primo ministro dell'ANP, 31 luglio 2024[190]
- Jamila al-Shanti – unica donna leader, membro del Consiglio Legislativo Palestinese, 19 ottobre 2023
- Jawad Abu Shamala – Ministro dell'Economia, ottobre 2023
- Mahdi Kwara – comandante del Battaglione Sud Khan Yunis,  13 maggio 2025[191][192]
- Mahmoud Abu Watfa – Ministro dell'Interno, 18 marzo 2025[193]
- Mahmoud Hamdan – comandante del Battaglione Tel Al-Sultan di Rafah, 16 ottobre 2024[194]
- Mahmoud Salah – capo della polizia, 2 gennaio 2025[188]
- Marwan Issa – vicecomandante supremo, considerato il numero due delle Brigate Ezzedin al-Qassam, 10 marzo 2024[195]
- Mohammed Deif – comandante supremo e ideatore dell'attacco del 7 ottobre, considerato il numero uno delle Brigate Ezzedin al-Qassam, 13 luglio 2024[196]
- Mohammed Shabana –  comandante della Brigata Rafah, 13 maggio 2025
- Mohammed Sinwar – comandante supremo e successore di Mohammed Deif, 13 maggio 2025
- Muhammad Usayn – comandante del Battaglione Daraj wal Tuffah, luglio 2025[197]
- Murad Abu Murad – comandante dell’aeronautica, 13 ottobre 2023
- Raad Thabat – capo della sezione risorse umane delle Brigate Ezzedin al-Qassam, 28 marzo 2024[198]
- Rafa Salama – comandante della Brigata Khan Younis, 13 luglio 2024
- Rawhi Mushtaha – braccio destro di Yahya Sinwar, 23 luglio 2024[199]
- Salah al-Bardawil – membro dell'ufficio politico, 23 marzo 2025[200]
- Saleh al-Arouri – vicepresidente dell'Ufficio politico dal 2017 e comandante fondatore delle Brigate Ezzedin al-Qassam, 2 gennaio 2024[201]
- Samir Findi Abu Amer – capo delle operazioni di Hamas in Libano meridionale, 2 gennaio 2024[202]
- Yahya Sinwar – capo supremo nella Striscia di Gaza dal 2017 e Presidente dell'Ufficio politico dal 2024, 16 ottobre 2024
- Zakaria Abu Maamar – capo delle relazioni internazionali, ottobre 2023

### Jihad Islamica
- Moussa Naseer – comandante, ottobre 2023
- Naji Abu Saif / Abu Hamza – portavoce delle Brigate al-Quds, 18 marzo 2025[203]
- Saad Said Zaki Dahnon – vicecapo della divisione missilistica, gennaio 2025[204]

### FPLP
- Emad Odeh – capo dell'ufficio militare, settembre 2024
- Nadal Abdel-Alel – responsabile delle attività militari in Cisgiordania, settembre 2024

### Altre organizzazioni palestinesi
- Khalil al-Maqdah – comandante delle Brigate dei Martiri di al-Aqsa, 21 agosto 2024[205]
- Muhammad Jaber Abu Shahjaa – comandante della Brigata Tulkarm, 28 agosto 2024[206][207]

## Uso della propaganda

### Da parte di Hamas
Nelle ore successive all'attacco del 7 ottobre, Hamas "ha impiegato una strategia mediatica ampia e sofisticata" utilizzando account bot per diffondere propaganda grafica, carica di emozioni e falsa, che è stata ripresa e ripetuta da account ufficiali e governi stranieri. Cyabra, un'azienda israeliana di intelligence sui social media, ha scoperto che il giorno dopo l'attacco, uno su quattro post riguardanti il conflitto su Facebook, Instagram, TikTok e X proveniva da account falsi. Il New York Times ha descritto l'inizio della guerra tra Israele e Hamas come il rilascio di un "diluvio di propaganda e disinformazione online" che era "più grande di qualsiasi cosa vista prima". Ha descritto il conflitto come "che sta rapidamente diventando una guerra mondiale online" e ha affermato che Russia, Cina, Iran e i suoi proxy avevano utilizzato i media statali e campagne di influenza occulte sui social network per sostenere Hamas, minare Israele, criticare gli Stati Uniti e causare disordini. James Rubin del Global Engagement Center del Dipartimento di Stato degli Stati Uniti ha definito la copertura del conflitto come coinvolta in "una guerra informativa non dichiarata con paesi autoritari".

### Da parte di Israele
Durante il conflitto, il governo israeliano e le aziende informatiche israeliane hanno impiegato strumenti di intelligenza artificiale e bot per diffondere disinformazione e propaganda grafica, carica di emozioni e falsa, al fine di disumanizzare i palestinesi, seminare divisione tra i sostenitori della Palestina colpendo i legislatori neri e esercitare pressione sui politici affinché sostenessero le azioni di Israele. Il The Intercept ha riportato che: "Al centro della campagna di guerra informatica di Israele c'è una missione tattica per disumanizzare i palestinesi e inondare il discorso pubblico con un flusso di accuse false, infondate e non verificabili." Una di queste campagne segrete è stata commissionata dal Ministero degli Affari della Diaspora e della Lotta contro l'Antisemitismo. Il ministero ha allocato circa 2 milioni di dollari per l'operazione e ha utilizzato la società di marketing politico Stoic, con sede a Tel Aviv, per portarla a termine, secondo funzionari e documenti esaminati dal New York Times. La campagna è stata avviata dopo l'attacco del 7 ottobre e, al momento dell'inchiesta nel giugno 2024, è rimasta attiva su X. Al culmine della campagna, sono stati utilizzati centinaia di account falsi che si spacciavano per americani su X, Facebook e Instagram per pubblicare commenti a favore di Israele, concentrandosi sui legislatori statunitensi, in particolare quelli afroamericani e del partito Democratico, tra cui Hakeem Jeffries, il leader della minoranza alla Camera di New York, e Raphael Warnock, senatore della Georgia. ChatGPT è stato impiegato per generare molti dei post. La campagna ha anche coinvolto la creazione di tre siti di notizie in lingua inglese falsi con articoli pro-Israele.
Il 5 ottobre 2024, Al Jazeera ha pubblicato un rapporto che esamina le accuse di reporting parziale nei media occidentali, concentrandosi in particolare su CNN e BBC. Dieci giornalisti di queste reti hanno segnalato casi di doppi standard e mancanza di responsabilità nella copertura del conflitto. Il rapporto evidenzia casi specifici in cui la propaganda israeliana è stata trasmessa senza verifica e in cui le decisioni editoriali sono state influenzate per minimizzare le azioni israeliane.
Dagli inizio di giugno 2025, una nuova campagna pubblicitaria pagata dal Ministero degli Esteri Israeliano e tradotta in cinque lingue – italiano, inglese, greco, tedesco e francese – ha iniziato a circolare su YouTube. Parte di un video più lungo presente sul sito del Ministero stesso, le pubblicità in pochi secondi mostrano gli aiuti umanitari che Israele afferma di portare nella Striscia di Gaza a seguito della crisi umanitaria e sanitaria provocata dalla guerra.

## Proteste sulla guerra

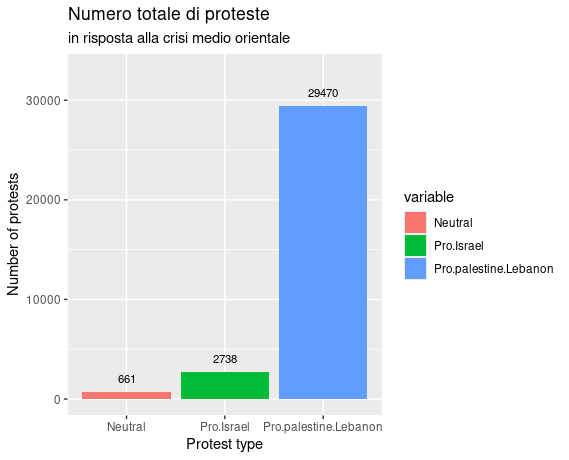
Fonte:[https://acleddata.com/2024/11/18/global-demonstrations-in-response-to-the-middle-east-crisis/ ACLED

La guerra Israele-Hamas ha scatenato proteste, dimostrazioni e veglie in tutto il mondo. Questi eventi si sono concentrati su una serie di questioni legate al conflitto, tra cui richieste di cessate il fuoco, la fine del blocco e dell’occupazione israeliana, il ritorno degli ostaggi israeliani, la protesta contro i crimini di guerra e la fornitura di aiuti umanitari a Gaza.
Una ricerca ha indicato che dal 7 ottobre 2023 al 31 ottobre 2024, ci sono state almeno 29 487 proteste pro-palestinesi e 2738 proteste filo-israeliane in tutto il mondo.

### Israele
Le proteste contro la guerra sono scoppiate con la polizia israeliana che ha represso i manifestanti in Umm El Fahm.
Una manifestazione di solidarietà a Tel Aviv il 14 ottobre ha criticato la gestione della guerra da parte del governo e ha invitato il primo ministro Benjamin Netanyahu a dimettersi. Il giorno successivo, il ministro delle comunicazioni Shlomo Karhi ha proposto regolamenti di emergenza che consentono l'arresto di persone che hanno ferito la "morale nazionale".
Il 4 novembre, le proteste si sono svolte vicino alla residenza di Netanyahu. L'8 novembre, la Corte Suprema di Israele ha permesso alla polizia di vietare tutte le proteste contro la guerra. Il 9 novembre, la polizia israeliana ha arrestato l'ex parlamentare Mohammad Barakeh a Nazareth per aver tentato di organizzare una protesta contro la guerra.
Ebrei e israeliani all'estero hanno partecipato alle proteste sia sostenendo che protestando contro la risposta israeliana alla guerra.

### Palestina
Il 12 ottobre 2023 Hamas ha chiesto ai palestinesi di protestare a Gerusalemme Est e in Cisgiordania, incoraggiando le manifestazioni nella moschea di Al-Aqsa. Hanno anche chiesto proteste nei paesi vicini e in tutto il mondo, esortando le comunità musulmane a radunarsi a sostegno di Gaza.
Dopo l'esplosione dell'ospedale arabo di Al-Ahli, le proteste sono scoppiate in Cisgiordania a sostegno di Gaza.
L'11 dicembre 2023, i palestinesi in Cisgiordania e Gerusalemme Est hanno fatto uno sciopero generale come parte di un più ampio sciopero globale per un cessate il fuoco.

### Italia
In diverse città italiane si sono svolte manifestazioni a sostegno della Palestina.
- A Pisa, il 17 novembre 2023, durante una protesta pro-Palestina, una lunga bandiera palestinese è stata appesa alla Torre di Pisa.
- A Milano, il 27 gennaio 2024, la polizia ha affrontato dei manifestanti pro-Palestina, nonostante esistesse un divieto ufficiale di proteste durante il Giorno della Memoria dell'Olocausto.
- A Bologna, il 28 maggio 2024, un gruppo di manifestanti pro-Palestina ha occupato una stazione ferroviaria.
- A Roma, il 5 ottobre 2024, migliaia di persone hanno sfilato per le strade, portando una grande bandiera palestinese e intonando slogan a sostegno della Palestina. La protesta è degenerata in violenza quando migliaia di manifestanti si sono scontrati con la polizia locale, causando 37 feriti.[230]

### Spagna
A Madrid, il 5 ottobre 2024, circa 5 000 persone hanno manifestato chiedendo al governo spagnolo di esercitare pressioni su Israele per porre fine al conflitto e al "genocidio" a Gaza.La mobilitazione, organizzata dalla Rete Solidale contro l'Occupazione della Palestina (RESCOP), ha visto i manifestanti marciare da Atocha fino a Puerta del Sol, chiedendo la fine del commercio di armi con Israele e sanzioni contro il suo governo.

### Regno Unito
A Londra, decine di migliaia di manifestanti hanno marciato chiedendo un cessate il fuoco immediato e la fine del blocco su Gaza.

### Francia
Nonostante i divieti iniziali, si sono svolte manifestazioni a Parigi e in altre città, con partecipanti che esprimevano sostegno ai palestinesi.

### Stati Uniti
A New York, centinaia di persone sono state arrestate durante un sit-in organizzato da un'associazione ebraica pacifista, che protestava contro i bombardamenti israeliani su Gaza.
Il 25 febbraio 2024, il militare venticinquenne dell'Aeronautica degli Stati Uniti Aaron Bushnell si autoimmola davanti al cancello dell'Ambasciata di Israele a Washington per protestare contro il sostegno degli Stati Uniti a Israele. Morirà in ospedale la sera stessa.

### Libano
A Beirut, migliaia di manifestanti hanno espresso solidarietà con Gaza, alcuni scontrandosi con le forze di sicurezza vicino all'ambasciata americana.

### Sudafrica
Migliaia di persone hanno marciato verso il Parlamento, esprimendo solidarietà con i palestinesi e chiedendo la fine delle ostilità.

### Pakistan
Migliaia di persone hanno partecipato a proteste in diverse città, condannando le azioni israeliane e sostenendo la causa palestinese.

### Australia
A Sydney e Melbourne, migliaia di persone hanno partecipato a proteste chiedendo la fine delle ostilità e maggiore sostegno umanitario per Gaza.